# Chloé Zhao
Chloé Zhao (født 31. marts 1982) er en kinesisk filmskaber, som primært er kendt for sit arbejde med uafhængige amerikanske film.
Hendes debutspillefilm, Songs My Brothers Taught Me fra 2015, fik premiere ved Sundance Film Festival og blev nomineret til en Independent Spirit Award for bedste debutfilm.
Hendes anden spillefilm, The Rider fra 2017, fik positiv kritik og modtog nomineringer til en Independent Spirit Award for bedste film og en for bedste instruktør.
Zhao modtog yderligere succes med Nomadland fra 2020, som modtog international anerkendelse og vandt mange priser inklusiv bedste instruktør ved Golden Globe Awards, Directors Guild of America Award, Oscar og BAFTA, hvilket gjorde hende til den anden kvinde
og den første asiatiske kvinde til at vinde alle fire prisuddelinger. Filmen vandt også Guldløven ved filmfestivalen i Venedig og People's Choice Award ved Toronto Film Festival.
I 2021 vandt Nomadland en Oscar for bedste film og Zhao vandt en Oscar for bedste instruktør ved Oscaruddelingen 2021 hvor hun blev den første farvede kvinde og anden kvinde der vandt.
Zhao har for nylig vovet sig ind i Blockbuster-filmskabning med Marvel Cinematic Universes superheltefilm Eternals planlagt til udgivelse i november 2021.

## Karriere
I 2015, instruerede Zhao sin første spillefilm, Songs My Brothers Taught Me. Filmet på lokationer ved Pine Ridge Indian Reservation i South Dakota, filmen fortæller om en Lakota Sioux-bror og hans lillesøster. Filmen fik premiere ved Sundance Film Festival.
Den blev senere vist på Filmfestivalen i Cannes.
Filmen blev nomineret til en Independent Spirit Award for bedste debutfilm ved Independent Spirit Awards 2016.
I 2017 instruerede hun The Rider, et moderne western drama, der følger en ung cowboys rejse for at opdage sig selv efter en næsten dødelig ulykke slutter hans professionelle ridekarriere.
Filmen blev produceret af hendes far , Yuji Zhao.
I lighed med hendes første spillefilm, brugte Zhao en rollebesætning af ikke-skuespillere, der boede på ranchen hvor filmen er optaget.
Zhaos drivkraft for at lave filmen var, da Brady Jandreau, en cowboy, som hun mødte og blev ven med på det reservat, hvor hun filmede sin første film, led en alvorlig hovedskade, da han blev kastet af hesten under en Rodeokonkurrence.
Jandreau var senere hovedrolle i filmen og spillede en fiktiv version af sig selv som Brady Blackbrun.
Filmen havde premiere på Filmfestivalen i Cannes.
Filmen blev nomineret til en Independent Spirit Award for bedste film og en Independent Spirit Award for bedste instruktør ved Independent Spirit Awards 2018. Ved samme ceremoni blev Zhao den første modtager af en Bonnie Award, navngivet efter Bonnie Tiburzi, som anerkende kvindelige instruktører i midten af karrieren. Filmen blev udgivet den 13. april 2018 af Sony Pictures Classics og var kritikerrost.
I 2018 instruerede Zhao sin tredje spillefilm Nomadland med Frances McDormand i hovedrollen.
Filmen blev optaget over fire måneder, rejsende i en autocamper i det vestlige Amerika, med mange virkelige nomadiske arbejdere.
Filmen havde premiere ved Filmfestivalen i Venedig, hvor den vandt Guldløven.
Filmen blev udgivet den 19. februar 2021 af Searchlight Pictures.
I april 2018 blev det annonceret at Amazon Studios gav grønt lys for Zhaos kommende biografiske film om Bass Reeves, en historisk western om den første farvede U. S. Deputy Marshal. Zhao skal instruere filmen og skrive manuskriptet.
I september 2018 blev hun hyret af Marvel Studios hyrede hende til at instruere Eternals, baseret på tegneserien af samme navn.
Filmen er planlagt til at blive udgivet 5. november 2021.